# 鳴海駅前第2種市街地再開発事業
鳴海駅前第2種市街地再開発事業 （なるみえきまえだい2しゅしがいちさいかいはつじぎょう） は、愛知県名古屋市緑区の名鉄鳴海駅前で行われている市街地再開発事業である。

## 概要
名鉄名古屋本線 鳴海駅周辺の高架化に合わせて計画された駅前広場の新設を含めた再開発事業である。 
3.2ヘクタールを再開発し、駅の南北に駅前広場を開設すると共に4棟の駅前ビル群を建設する計画となっている。

## 鳴海南駅前広場
鳴海駅南口に開設された市バス・名鉄バスのバスターミナルを含む駅前広場。
2009年（平成21年）6月15日に開設された3,500 m2の施設である。

## リベスタ鳴海
鳴海駅南口に開設されたバスターミナルなどのある「鳴海南駅前広場」に面した複合ビル。
1・2階が店舗などで、3～12階マンション（40戸）、2～6階及び屋上階が150台収容の駐車場となっている。
2006年（平成18年）2月28日にオープンした。

## 今後の計画
今後は下記の3街区と「鳴海北駅前広場」を整備する計画である。
- 鳴海北駅前広場1,700 m2
- A街区：敷地面積4,100 m2 延床面積17,700 m2 地上13階
- B街区：敷地面積3,800 m2 延床面積15,700 m2 地上14階
- C街区：敷地面積4,760.83 m2 延床面積19,800 m2 地上13階

完成済みのD街区と合わせて合計で住宅220戸、駐車場690台の整備を予定している。

## 沿革
- 1993年（平成5年）3月29日：都市計画決定。
- 1998年（平成10年）8月7日：都市計画変更（第2種市街地再開発事業への変更等）。
- 1998年（平成10年）11月26日：事業計画決定。
- 2000年（平成12年）3月15日：D街区管理処分計画決定。
- 2003年（平成15年）6月2日：事業計画変更（D街区設計概要の変更等）。
- 2006年（平成18年）2月28日：D街区（リベスタ鳴海）工事完了公告。
- 2009年（平成21年）4月1日：市バスによる鳴海南駅前広場利用開始。
- 2009年（平成21年）6月15日：鳴海南駅前広場とペデストリアンデッキが完成（名鉄バスやタクシーなどの乗り入れ開始）。
- 2009年（平成21年）6月15日：事業計画変更（事業施行期間の延伸）。
- 2011年（平成23年）10月14日：C街区特定建築者の募集開始。
- 2013年（平成25年）10月11日：D街区施設建築物業務棟完成。
- 2015年（平成27年）2月9日：D街区施設建築物住宅棟完成[1]。